# MTV 언플러그드
MTV 언플러그드(MTV Unplugged)는 MTV에서 방송되는 음악 프로그램이다. 일류 아티스트의 음향을 기조로 하는 라이브 쇼로 1989년 방송을 시작했다.

## 음반 목록
- MTV Unplugged (샤키라의 음반)
- MTV Unplugged (콘의 음반)
- MTV Unplugged (머라이어 캐리의 EP)
- MTV Unplugged (케이티 페리의 EP)
- MTV Unplugged (후아네스의 음반)
- MTV Unplugged in New York - 너바나의 음반
- MTV Unplugged (밥 딜런의 음반)
- MTV Unplugged (숀 멘데스의 음반)
- MTV Unplugged (리키 마틴의 음반)